# Nototriche chuculaensis
Nototriche chuculaensis är en malvaväxtart som beskrevs av Antonio Krapovickas. Nototriche chuculaensis ingår i släktet Nototriche och familjen malvaväxter. Inga underarter finns listade i Catalogue of Life.